# کاکلی‌نخل‌واران
کاکُلی‌نخلان (نام علمی: Coryphoideae) نام یک زیرخانواده از خانواده نخل است.